# Barnhusviken

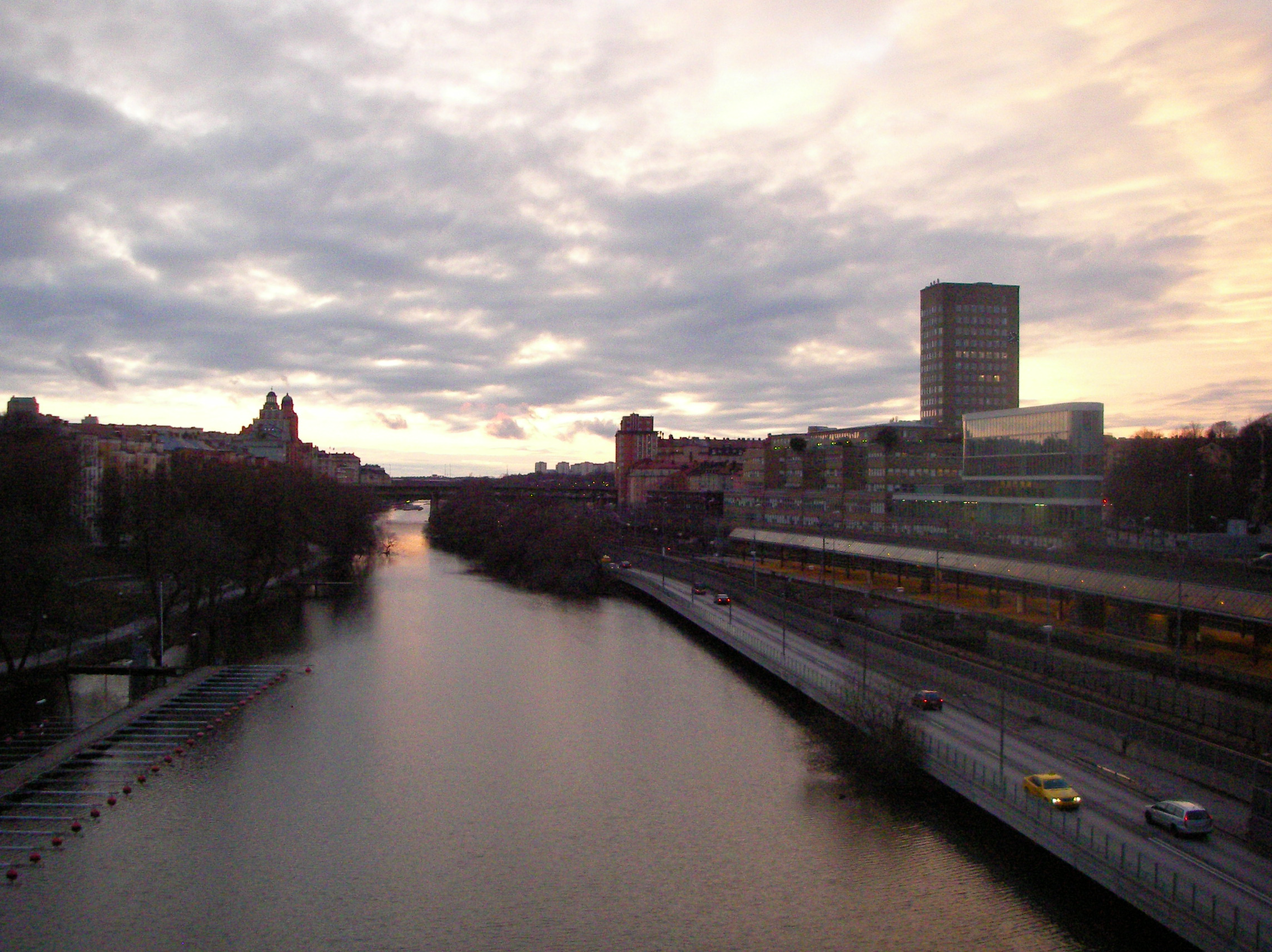
Il canale Barnhusviken.

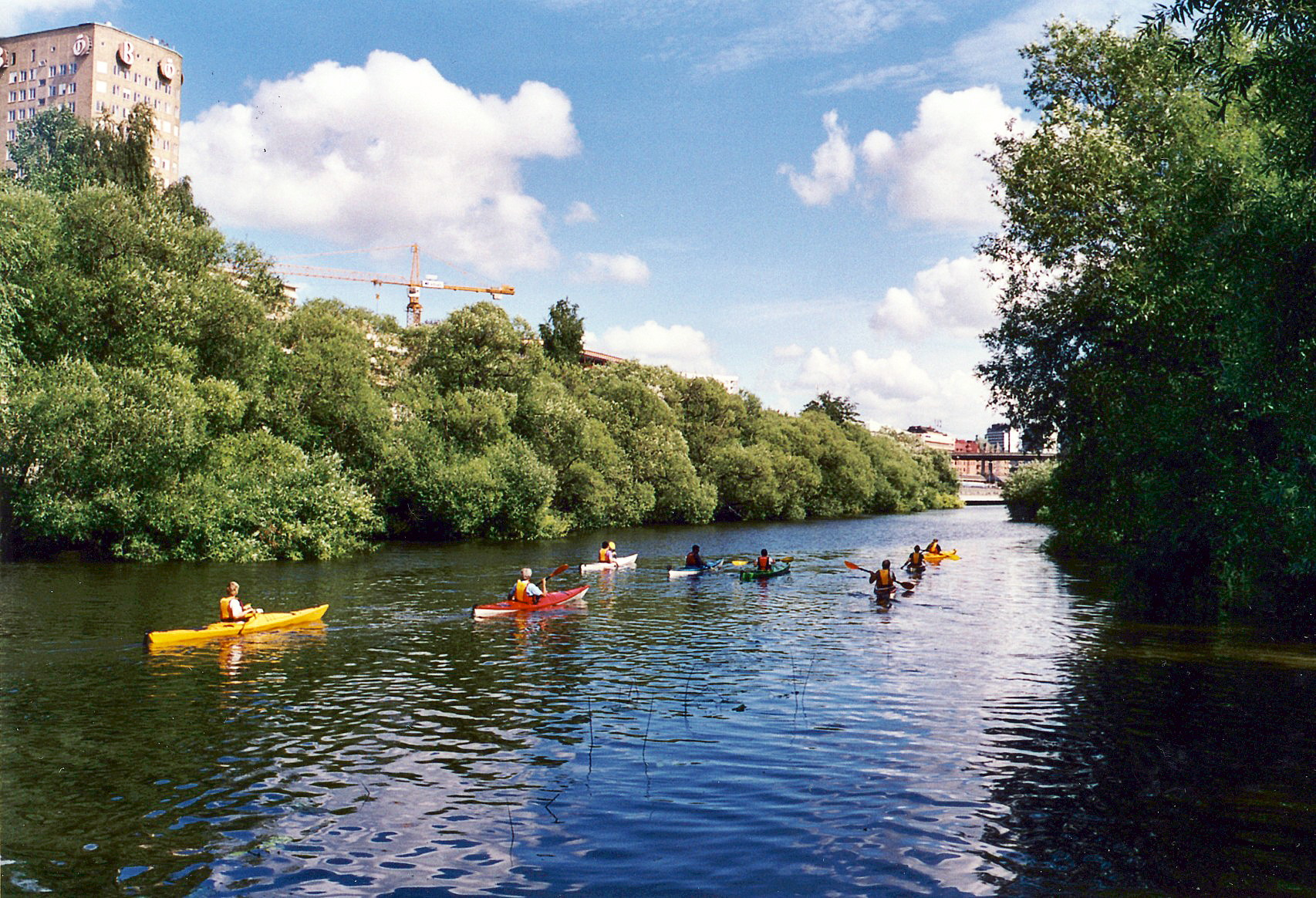
Un altro scorcio del canale.

Il Barnhusviken è un canale artificiale che si trova al centro di Stoccolma, capitale della Svezia. Separa la circoscrizione amministrativa di Kungsholmen (che sorge su un'isola) da quella di Norrmalm, a nord. 
Insieme ad altri canali più o meno importanti, separa i quartieri centrali della città dalla periferia nord di Stoccolma, costituita dal comune di Solna.
La sponda settentrionale, interamente occupata dall'autostrada a da alcuni binari ferroviari, non è accessibile ai pedoni; al contrario, la sponda meridionale offre una sezione del percorso che si estende per circa 2 km lungo la riva del Kungsholmen.

## Etimologia
Allo stesso modo del ponte Barnhusbron che lo attraversa, il canale prende il nome da un orfanotrofio (barnhus, letteralmente "casa per bambini") trasferitosi sulla sponda settentrionale nel 1860 da un altro quartiere.
Dal XIX secolo sulle mappe assume il nome di Rörstrandssjön ("Lago di Rörstrand") a causa della vicinanza con la fabbrica di porcellane Rörstrand.

## Edifici importanti

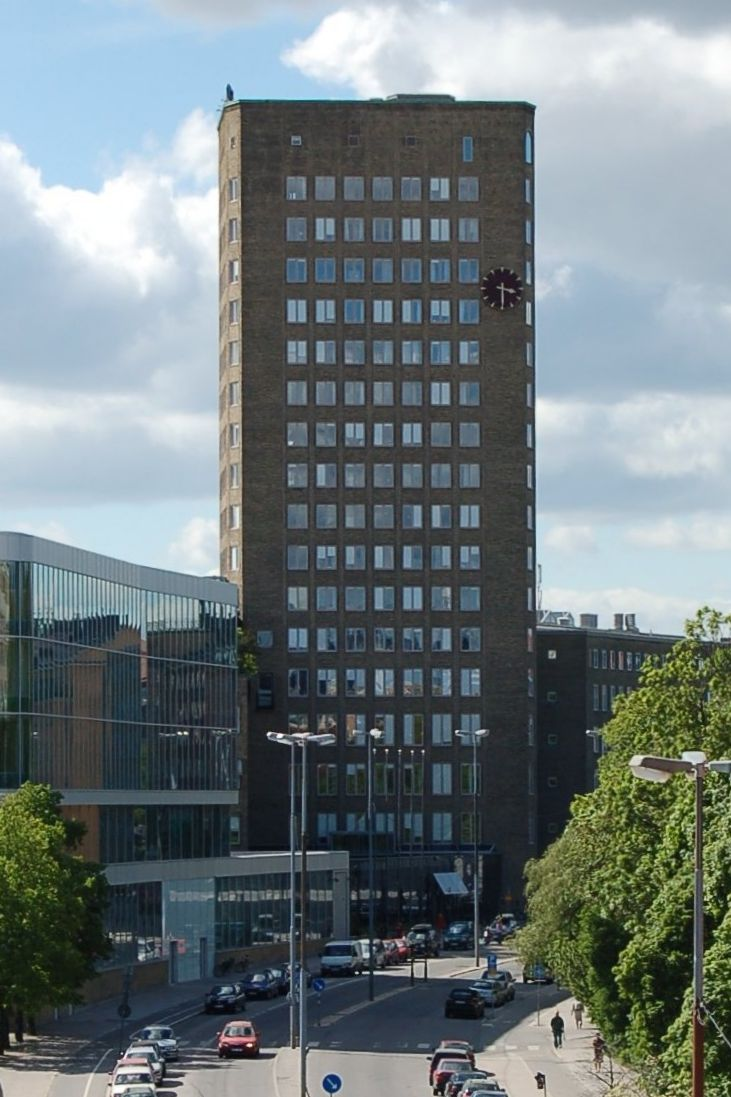
La Torre Bonnier.

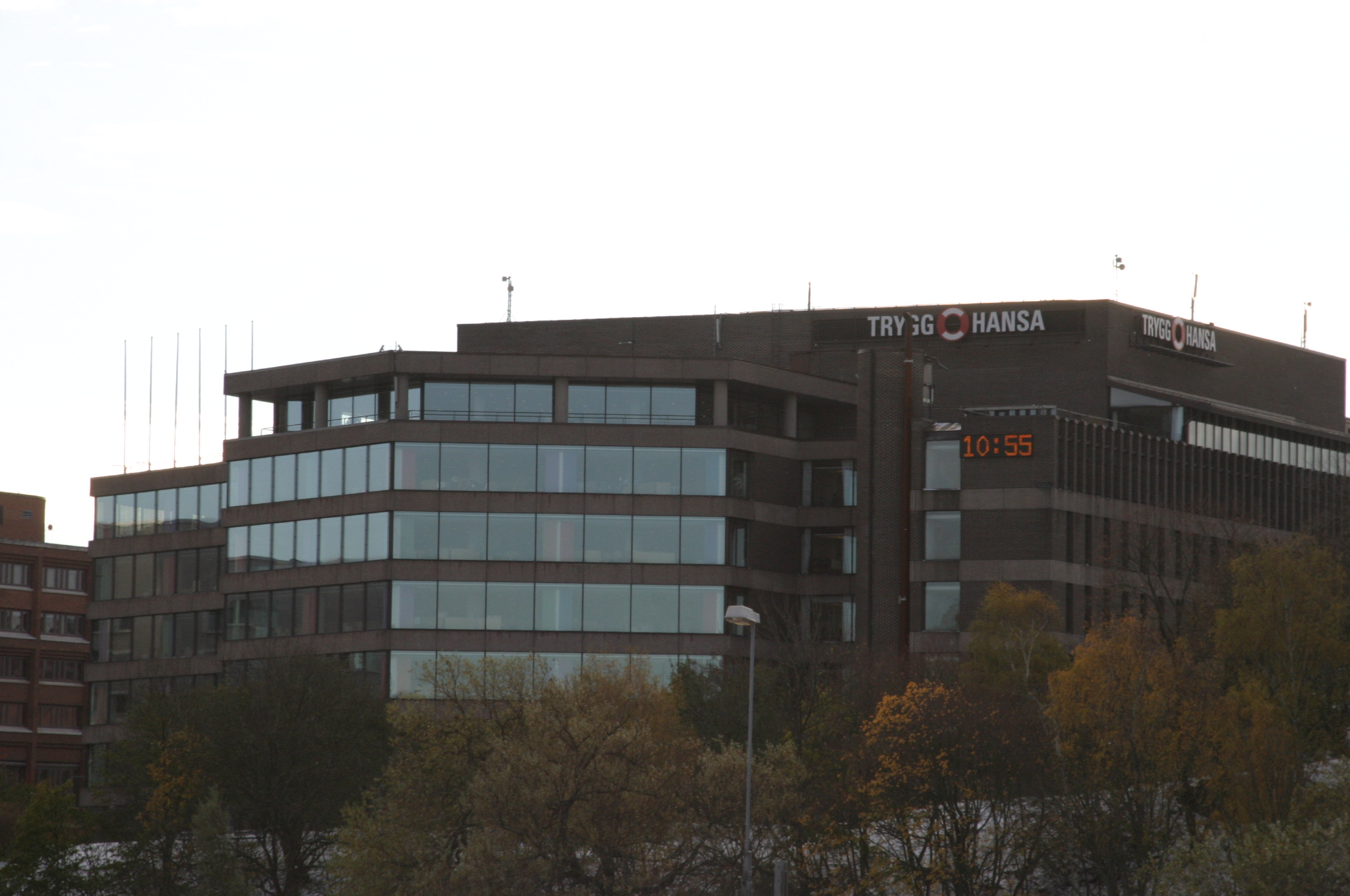
Trygg Hansa.

Lungo le sponde del canale vi sono diversi edifici importanti:
- Sulla sponda settentrionale c'è la Torre Bonnier, il grattacielo della sede del gruppo Bonnier, progettato dagli architetti Anders e Ivar Tengbom. Dal 1949 al 1958 è stato l'edificio più alto di Stoccolma[4]. Accanto ad essa, c'è la Bonniers Konsthall, progettata da Johan Celsing ed inaugurata nel 2006[5][6].
- Sulla sponda meridionale c'è l'area di Sant'Erico, una prestigiosa area residenziale costruita nella seconda metà degli anni 1990 in uno stile simile al Classicismo, che era molta in voga nel paese negli anni 1920[7]. Tuttavia, spesso il complesso è stato criticato in quanto, a detta dei critici, brutta copia del peggiore Neourbanesimo[8].
- Tra l'area di Sant'Erico e il ponte sul canale, c'è il quartier generale della compagnia assicuratrice Trygg Hansa, costruito tra il 1967 e il 1976.